# Дружина (військо)

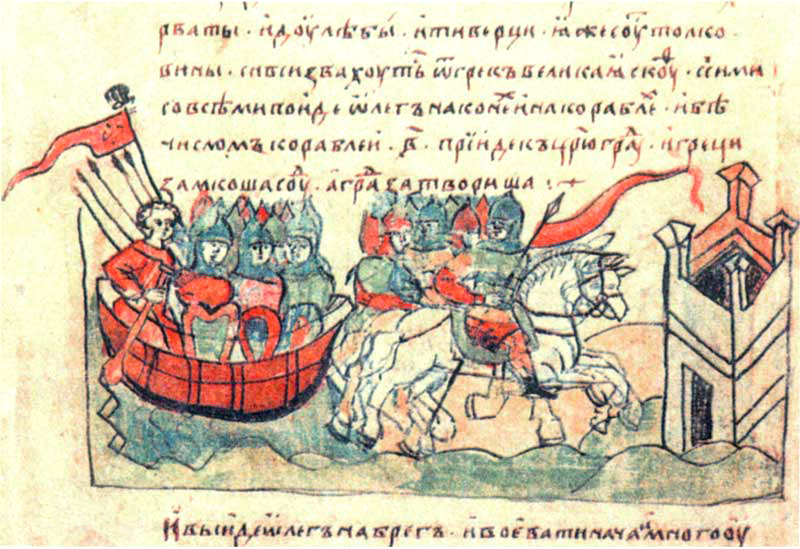
Похід Олега з дружиною на Царгород (з Радзивілівського літопису XIII ст.).

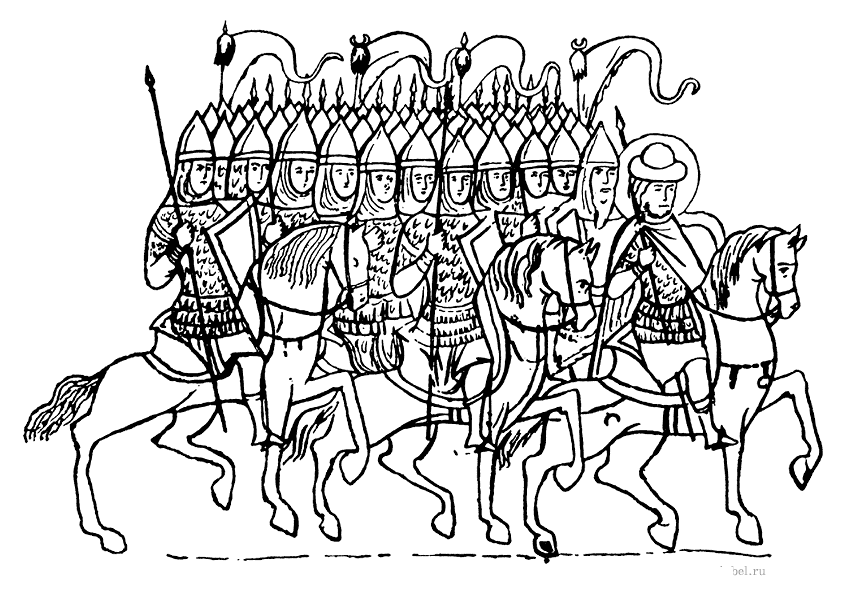
Дружина князя Бориса (з «Житія Бориса і Гліба»).

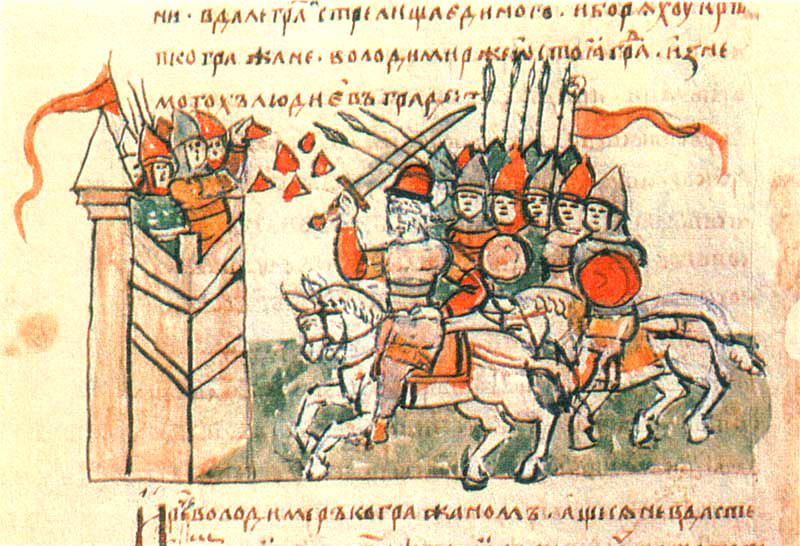
Похід Володимира з дружиною на Корсунь (з Радзивілівського літопису XIII ст.).

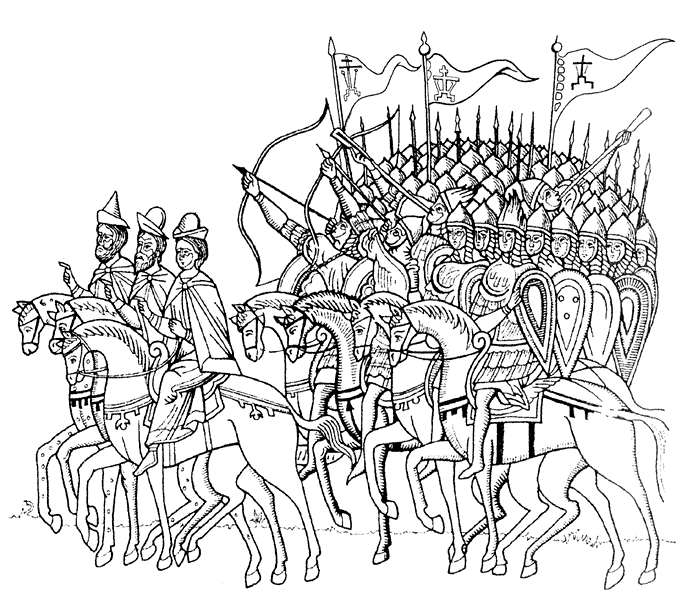
Новгородська дружина виступає проти суздальців у XIII столітті (з Новгородського малюнку XV ст.).

Дружи́на  (первісне значення: «товариство», «спілка», «об'єднання людей») — особисте військо монарха у Східній Європі VIII—XVI ст. Дружини існували у князів Русі, Литви, Московії, Молдавії й Валахії. Формувалися з бояр (шляхти) або найближчого оточення князя.

## Етимологія
Утворене від загальнослов'янського слова «друг», за значенням близького словам «товариш», «спільник», «споборник». Це свідчить про те, що первісно князь і дружинники були зв'язані дружніми узами, які перепліталися зі взаємними обов'язками.
Такі слова з германських мов, як дав.-англ. dryht («почет», «загін охоронців», «військо»), дав.-ісл. drótt (так само), гот. driugan («нести військову службу», «воювати», «боротися») не пов'язані прямо зі слов'янським «дружина». Вони походять від прагерм. *druhtiz («почет», «загін охоронців»), спорідненого за походженням зі слов'янським «друг»: від пра-і.є. *dʰrewgʰ- («бути готовим, міцним») < dʰer(ə)- («держати», «тримати», «підтримувати»).

## Історичні відомості
Дружина має варязьке походження. Варязькі князі прийшли на Русь не самі, а з власними військовими об'єднаннями, котрі вже були готовими дружинами. Саме слово «варяг» (старо-скандинав. — væringjar — «вояки об'єднані клятвою») в перекладі на слов'янські мови і означає «дружина», «добровільне військо». Перед тим як осісти в Києві, варязькі дружини плавала шляхом «із варяг в греки», а також через Атлантику та Середземне море до Константинополя, де цілими дружинами наймалися в гвардію візантійських імператорів. Дружина київських князів або новгородська дружина — раніш була типовим формуванням варягів-вікінгів в грабіжницькому або торговельному поході. Після «осідання на землю» серед східнослов'янських племен, варязька дружина стала князівським інструментом зимового полюддя — збирання данини серед слов'янського населення.
В Київському князівстві молодші дружинники служили у війську, а старші призначалися княжими дорадниками та урядовцями.
З часом етнічний склад княжих дружин ставав розмитим. Крім варягів до них входили представники слов'ян і кочових народів.
Княжа дружина поділялася на старшу і молодшу.
Старша дружина або бояри складалася з представників феодальної аристократії і була найближчим оточенням князя, брала участь в обговоренні державних та господарських справ (Боярська рада), очолювала молодшу дружину та воїв.
Молодша дружина або гридь була ядром збройних сил і складалася з професійних воїнів, охороняла князя, княжий двір і майно, виконувала окремі адміністративно-судові доручення князя. Молодша дружина становила постійне населення сторожових градів-фортець, збудованих на кордонах Русі чи окремих князівств. Тут вона несла військову службу, а у вільний від військових обов'язків час обробляла землю та виконувала різні господарські роботи для своїх потреб.
За службу дружина одержувала від князя землі з правом експлуатації населення, що проживало на них, збирати данину та організовувати власне господарство, у якому застосовувалася праця залежних селян. Частина молодшої дружини, що проживала при князеві, була на його утриманні. Залишками господарських дворів старшої дружини та градів-фортець є давньоруські городища.
У 11 — 12 століттях дружинно-княжі елементи злилися зі земськими боярами в одну боярську аристократію і землевласницьку верству, яка набирала поважного значення у керуванні державою, особливо у Галицько-Волинському князівстві.
Слово «дружина» вживалося і в ширшому значенні: у літописі дружиною інколи називається народне ополчення або все княже військо. Населення верві, що приймало поруку за свого члена, також називалося дружиною.
Дружина як основна військова сила князів існувала до ліквідації удільних князівств: на українських і білоруських землях, що потрапили під владу Великого князівства Литовського  — до 14 — 15 століття, а у Московському царстві  — до 16 століття.

## Терміни
- Това́риш (maistre) — первісно дружинник князівської дружини; у найманому війську — кіннотник першої шеренги з рангом хорунжого, який служив із власним почтом, утримуваним за його кошт, у складі 3-4 челядників: поштового або шерегового (друга шеренга) і так званих люзаків, тобто джур, особистих слуг товариша (третя шеренга), що наглядали за кіньми й зброєю.
- Отрок (дослівно — хлопець-підліток) — молодший дружинник.